# Valea Ierii
Valea Ierii es una comuna rumana situada en el distrito de Cluj. Según el censo de 2021, tiene una población de 871 habitantes.